# La Sauvetat-de-Savères
La Sauvetat-de-Savères è un comune francese di 522 abitanti situato nel dipartimento del Lot e Garonna nella regione della Nuova Aquitania.

## Società

### Evoluzione demografica
Abitanti censiti